# Melipona scutellaris
Melipona scutellaris là một loài Hymenoptera trong họ Apidae. Loài này được Latreille mô tả khoa học năm 1811.